# Rižskaja
Rižskaja (in russo Рижская?) è una stazione della Linea Kalužsko-Rižskaja, la linea 6 della Metropolitana di Mosca. Prende il nome dal vicino terminal ferroviario Rižskij, che serve i treni da e per Riga, la capitale della Lettonia, e fu disegnata dagli architetti lettoni A. Reinfelds e V. Apsitis.
Le brillanti ceramiche lettoni impiegate nella stazione la rendono riconoscibile all'istante. I pilastri, che seguono la curvatura del tunnel, sono ricoperti in piastrelle rosso-marrone e sono inframmezzati da mura ricoperte in piastrelle giallo limone decorate con cornici dorate. Le griglie di ventilazione al di sopra dei pilastri sono decorate con lo stemma della Repubblica Socialista Sovietica della Lettonia; la stazione fu inaugurata il 1º maggio 1958.
L'ingresso circolare, disegnato da S.M. Kravets, Yu.A. Kolesnikova e G.E. Golubev, è situato sul lato orientale di Prospekt Mira, all'altezza di Piazza Rižskaja.

## Attacco terroristico alla stazione Rižskaja del 2004
La stazione Rižskaja fu lo scenario di un attentato terroristico di separatisti ceceni avvenuto poco dopo le 20:00 del 31 agosto 2004, durante il quale fu detonata una bomba che uccise 10 persone e ne ferì altre 50, di cui 30 furono feriti gravi.  Inizialmente era stato progettato un attacco suicida a opera di Roza Nagaeva, che prese poi parte all'assedio della scuola di Beslan che iniziò il giorno seguente nell'Ossezia del Nord; Roza fu uccisa durante lo sgombero della scuola da parte dell'esercito diversi giorni dopo.